# 克泽尔河

克泽尔河及其主要支流

克泽尔河（土耳其语：Kızılırmak），又译为克孜勒河，古希腊语称哈里斯河（Halys River），土耳其语中意为“红河”，是土耳其最长河流，发源于东安纳托利亚高原，初向西流，后折往北，最终注入黑海，全长1350公里。
水流量季节性变化大，全流域不可通航。在古典时期，该河是小亚细亚的分界线。
39°51′12″N 38°24′27″E / 39.85328°N 38.40739°E